# Sunbeam 1250/1500

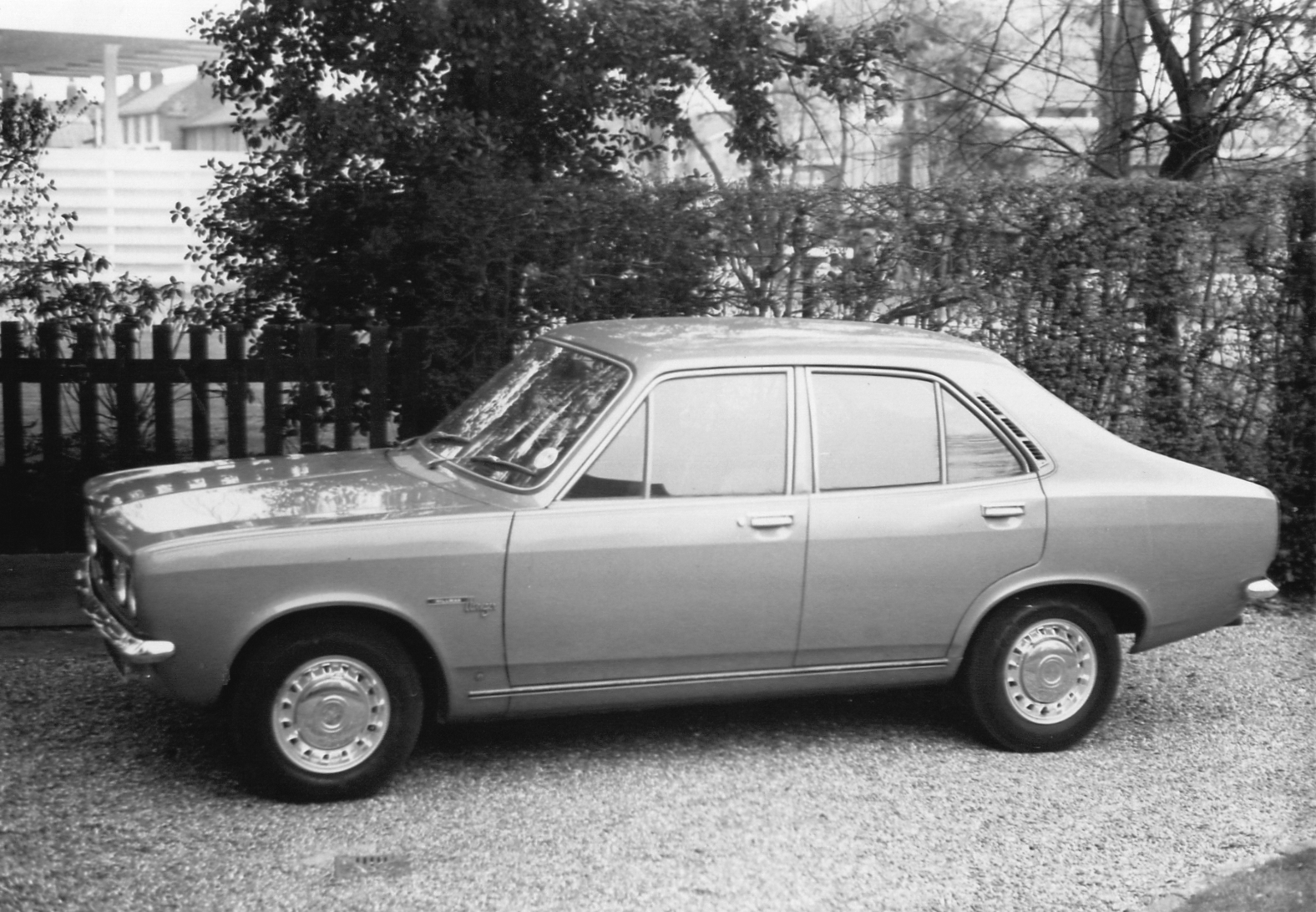
Hillman Avenger

De Sunbeam 1250/1500 is een vanaf 1970 in het Verenigd Koninkrijk geproduceerde, achterwielaangedreven middenklasse auto van de Britse Rootes Group. Het model werd in Nederland, net als op andere continentale Europese markten, aanvankelijk verkocht onder de merknaam Sunbeam, vanaf 1976 heette de auto Chrysler Avenger en vanaf 1979 Talbot Avenger.
In Groot-Brittannië werd de auto verkocht als Hillman Avenger, in de Verenigde Staten als Plymouth Cricket en in Zuid-Amerika als Dodge 1500 of Dodge Polara. Zuid-Amerikaanse Chrysler-vestigingen en hun opvolgers produceerden de Avenger nog jaren onder licentie, later werd het model daar ook op de markt gebracht onder de merknaam Volkswagen.

## Geschiedenis

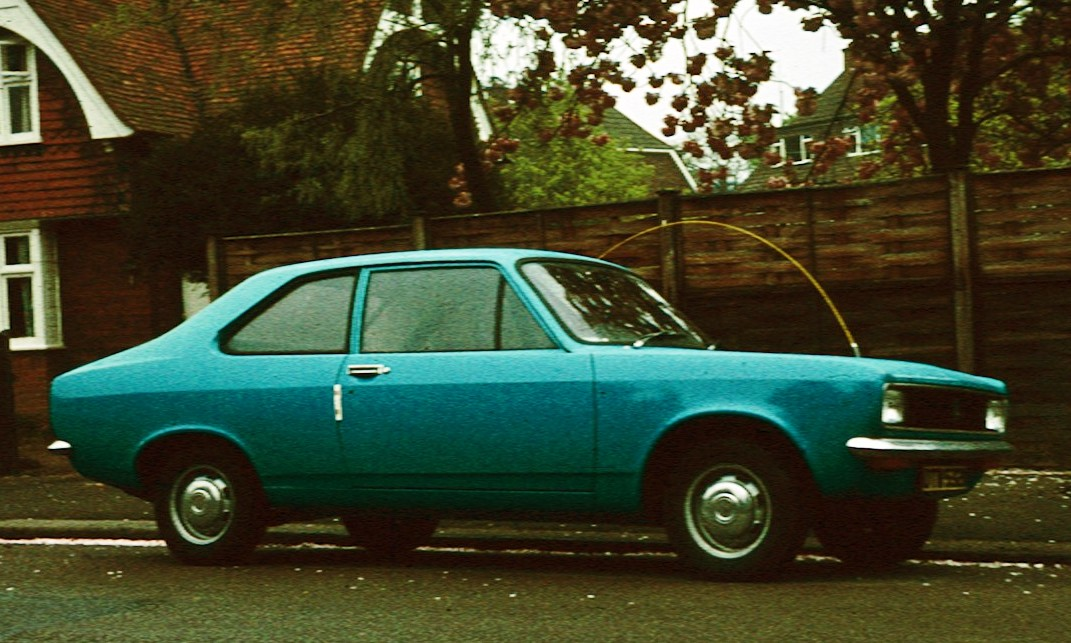
Hillman Avenger tweedeurs

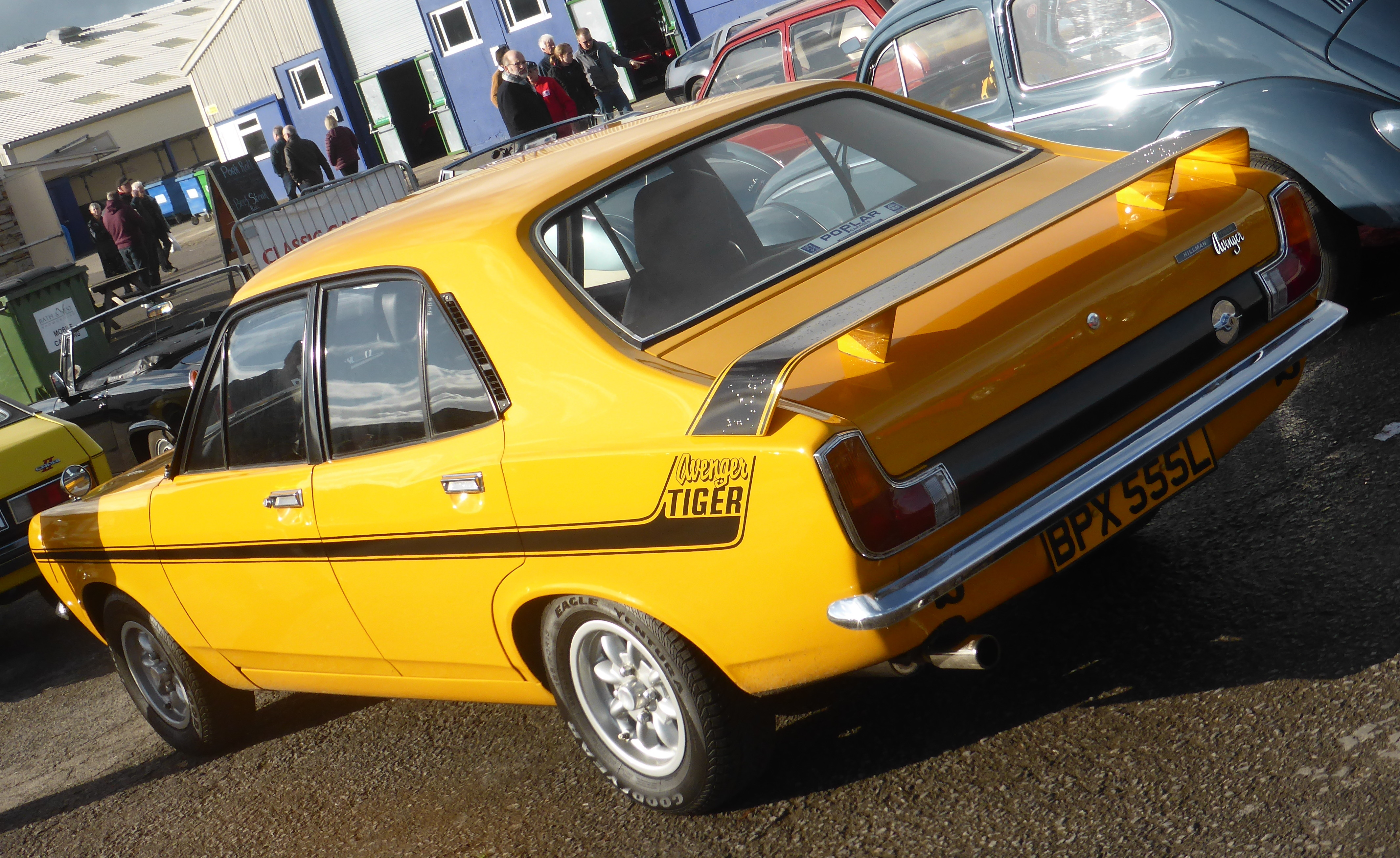
Hillman Avenger Tiger

In april 1969 werd de Avenger ("wreker") gepresenteerd en in november van dat jaar begon de serieproductie. Het model moest er voor zorgen dat de voormalige Rootes Group, intussen overgenomen door Chrysler Europe, uit de financiële problemen zou komen. In de beginjaren was de Avenger zeer populair en commercieel gezien een groot succes, mede dankzij de internationale autopers die na de introductie vol lof was over de voor die tijd ruime en economische gezinsauto.
Aanvankelijk bestond het modellenprogramma uitsluitend uit een vierdeurs sedan in verschillende uitvoeringen, van eenvoudig tot sportief (GT). In 1973 verscheen een aantal nieuwe modellen en uitvoeringen, te beginnen met een stationcar-versie. Vervolgens introduceerde Chrysler een tweedeurs variant die zeker in de GT-uitvoering sportief oogde. Uitgerekend tijdens de oliecrisis van 1973 werd ook de Avenger Tiger geïntroduceerd, voorzien van een opgevoerde motor met twee dubbele Weber-carburateurs, die slecht verkocht vanwege zijn hoge verbruik. Het was een opvallend type, uitgevoerd in een felle kleur rood of geel en voorzien van sportvelgen en spoilers.
Vanaf de oliecrisis ging het met de Britse tak van Chrysler Europe aanzienlijk minder voorspoedig en de eerder zo succesvolle Avenger verkocht veel minder goed. Het Amerikaanse Chrysler had de deuren van haar Britse dochteronderneming bijna gesloten, totdat de Britse overheid financieel te hulp schoot om zo vele duizenden arbeidsplaatsen te redden. Op het sportieve vlak ging het wel goed: in 1974, 1975 en 1977 werd het British Saloon Car Championship gewonnen met een Avenger GT en in 1975 en 1976 het RAC Groep 1-rallykampioenschap.

### Chrysler Avenger

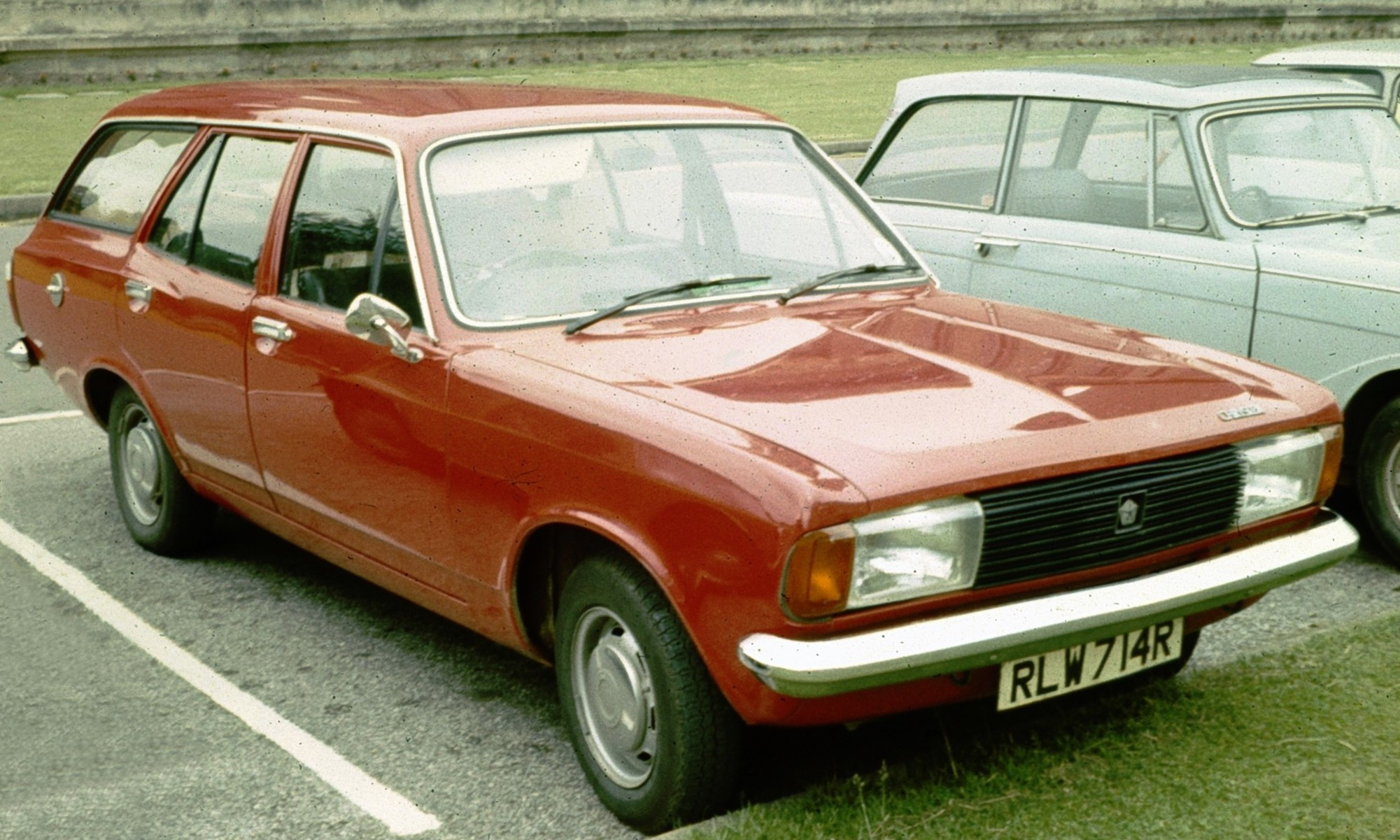
Chrysler Avenger stationwagen

In 1976 werd de Britse tak van Chrysler Europe grondig gereorganiseerd, wat inhield dat de gehele productie van oude Rootes-modellen werd gestaakt op de Hunter en Avenger na. Er moest een nieuw Sunbeam-model komen en daarnaast zou de Simca 1307 ook in het Verenigd Koninkrijk geassembleerd gaan worden.
De Avenger werd in deze periode gefacelift en technisch gemoderniseerd. Het front werd gewijzigd en voorzien van grote koplampunits, achter werden nieuwe rechthoekige lichten gemonteerd in plaats van de oude hockeystickvormige verlichting. Het interieur en dashboard waren vrijwel gelijk aan dat van het nieuwe model Chrysler Sunbeam die gebaseerd was op de Avenger.
De productielocatie was inmiddels ook gewijzigd, Ryton-on-Dunsmore werd verruild voor het Schotse Linwood waar ook het nieuwe Sunbeam-model gemaakt zou worden. Vanwege alle wijzigingen werden vanaf 1977 de oude merknamen Hillman en Sunbeam niet meer voor de Avenger gebruikt, het model werd omgedoopt tot Chrysler Avenger.

### Talbot Avenger

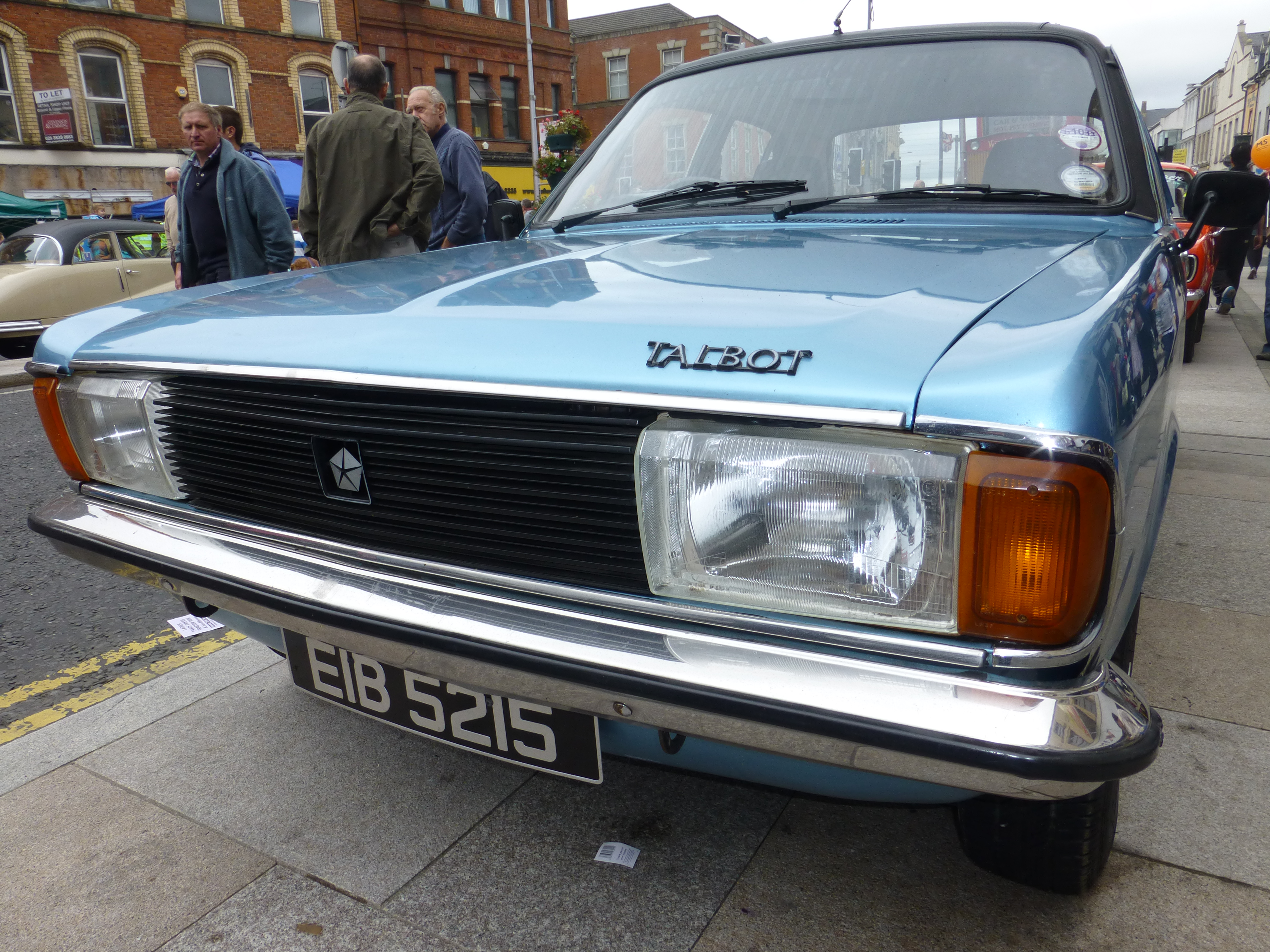
Talbot Avenger

Ondanks de reorganisatie werden de problemen voor Chrysler steeds groter, zodat zowel de Franse als Engelse ondernemingen werden verkocht aan PSA Peugeot Citroën, dat de nieuwe maar historische naam Talbot ging gebruiken voor de modellen van Chrysler Europe. Zodoende werd de Chrysler Avenger vanaf augustus 1979 voortaan als Talbot Avenger verkocht. Daarna was het voor veel mensen onduidelijk welke Talbots nu Frans en welke Engels waren.
In 1981 viel het doek definitief voor de Avenger. Door een groot aantal stakingen, hoge productiekosten en slechte verkoopresultaten besloot PSA de Britse Talbot-modellen te schrappen. De Avenger werd vervangen door de Talbot Solara.

### Export en licentieproductie

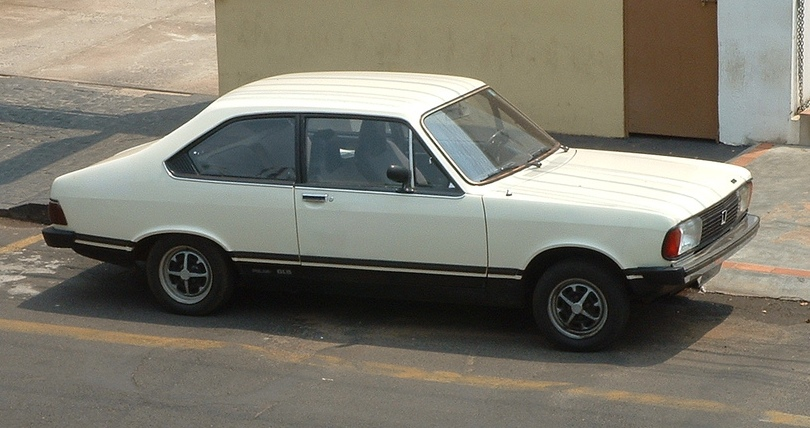
Dodge Polara

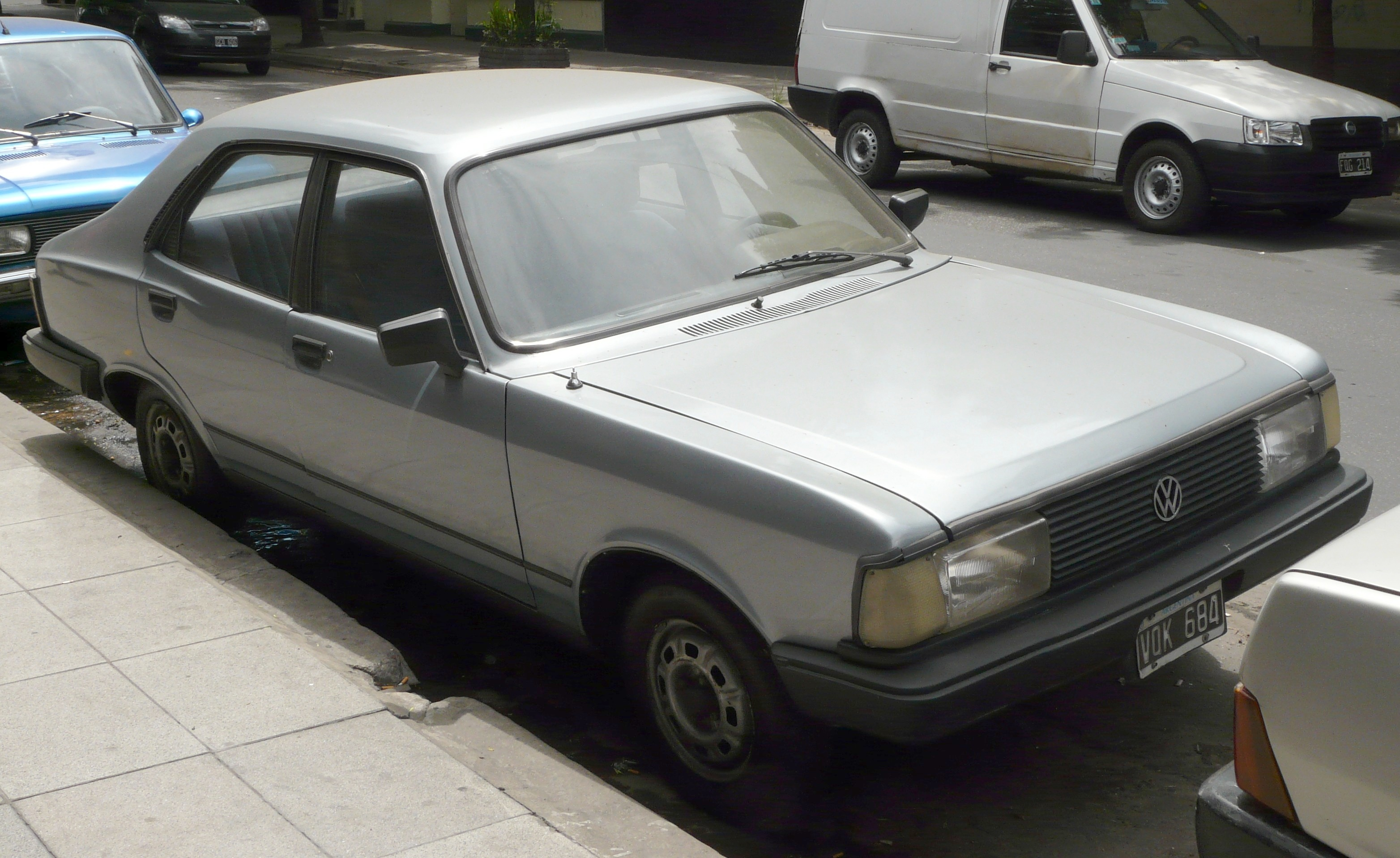
Volkswagen 1500

Chrysler wilde van de Avenger een 'wereldauto' maken en bracht hem in de VS op de markt als Plymouth Cricket. Klachten van Amerikaanse klanten over de onbetrouwbaarheid en roestgevoeligheid van de toch al niet populaire 'kleine auto' leidden er al na slechts twee jaar toe de levering van dit model te beëindigen.
In Zuid-Afrika monteerde men motoren van Peugeot en verkocht het resultaat als een Dodge.
De Braziliaanse fabriek Chrysler do Brasil produceerde het model van 1971 tot 1980 als Dodge 1500 (1600 cc) en 1800 (met 1800 cc-motor, in Argentinië Dodge 1500M genaamd) in een licht aangepast ontwerp met grotere bumpers, vier koplampen, eenvoudiger achterlichten en grotere cilinderinhoud. Vanaf 1977, na een facelift in de stijl van Chrysler Avenger, werd de auto Dodge Polara genoemd (niet te verwarren met het gelijknamige Amerikaanse model). Toen Volkswagen in 1980 de Zuid-Amerikaanse productie van Dodge overnam, werd de naam tot 1982 gehandhaafd en voorzien van de toevoeging "made by Volkswagen Argentina". De laatste facelift van 1982 bracht de naamswijziging van het ook als taxi populaire model in Volkswagen 1500 (niet gerelateerd aan de Duitse Volkswagen Type 3), die werd gehandhaafd tot het einde van de productie in 1990.
Huidige modellen:
Pacifica ·
Voyager / Town & Country
Recente modellen:
200 ·
300 ·
300M ·
Aspen ·
Cirrus ·
Concorde ·
Crossfire ·
Daytona ·
Dynasty ·
Imperial ·
Intrepid ·
LeBaron ·
LHS ·
Neon ·
New Yorker ·
Pacifica ·
Prowler ·
PT Cruiser ·
Saratoga ·
Sebring ·
Stratus ·
TC by Maserati ·
Vision
Historische modellen na de Tweede Wereldoorlog:
180 ·
300 ·
Avenger ·
Conquest ·
Cordoba ·
Fifth Avenue ·
Horizon ·
Laser ·
Newport ·
Royal ·
Sigma ·
Sunbeam ·
Turbine Car ·
Valiant ·
Windsor
Historische modellen voor de Tweede Wereldoorlog:
70 ·
72 ·
77 ·
Airflow ·
Airstream ·
Four ·
Six